# One of 18 Angels
 One of 18 Angels  — п'ятий студійный альбом гурту Diary of Dreams, який вийшов у 2000 році.

## Композиції
1. Rumours about Angels [08:12]
2. Butterfly: Dance! [06:53]
3. Mankind [06:21]
4. Winter souls [05:42]
5. No-body left to blame [06:04]
6. Chemicals [05:51]
7. Babylon [08:12]
8. Colorblind [05:19]
9. People Watcher [05:13]
10. Darker [06:48]
11. Dead souls dreaming [05:51]

## Склад учасників
- Продюсер — Адріан Хейтс
- Гітара — Алістер Кейн
- Записано у «White Room» Адріана Хейтса
- Лірика, музика, вокал, інструменти, аранжування, запис, мастеринг — Адріан Хейтс